# Axel Disasi
Axel Wilson Arthur Disasi Mhakinis Belho (Gonesse, 11 de março de 1998) é um futebolista francês que atua como zagueiro ou lateral-direito. Atualmente joga no Aston Villa, emprestado pelo Chelsea.

## Carreira

### Paris e Reims
Produto da academia de juniores do Paris, Disasi fez sua estreia profissional pelo clube na derrota por 1–0 para o Lens em 11 de dezembro de 2016. Mais tarde, ele foi contratado pelo Reims em 2016.

### Monaco
Em 7 de agosto de 2020, o Reims concluiu a transferência de Disasi para o Monaco por 13 milhões de euros. O jovem zagueiro assinou um contrato de cinco anos com o novo clube. Realizou sua estreia na Ligue 1 no dia 23 de agosto, contra seu antigo clube, o Reims. Ele marcou um gol e a partida terminou empatada em 2–2.

### Chelsea
Foi anunciado pelo Chelsea no dia 4 de agosto de 2023, por 45 milhões de euros. Aos 25 anos, o defensor assinou por seis temporadas com o clube inglês.

## Seleção Nacional
Descendente de congoleses, foi convocado para os Sub-20 da República Democrática do Congo para o Jeux de la Francophonie 2017. Logo em seguida representou a França na categoria Sub-20.
Em 14 de novembro de 2022, foi convocado por Didier Deschamps para a Seleção Francesa principal, substituindo o lesionado Presnel Kimpembe na Copa do Mundo FIFA de 2022.

## Títulos
Reims
- Ligue 2: 2017–18

Chelsea
- Liga Conferência da UEFA: 2024–25[9]